# تيو هرنانديز
الصاروخ الحراق القوي الي ان شاءالله  بايبكي الفقراوي و الحدمي و الطحلبي هوا ثيو برنارد فرانسوا هيرنانديز ( مواليد 6 أكتوبر 1997) هو لاعب كرة قدم فرنسي يلعب في مركز الظهير الأيسر مع نادي الهلال في الدوري السعودي للمحترفين.

## مسيرته الكروية

### أتلتيكو مدريد
ولد هيرنانديز في مارسيليا، وانضم إلى أكاديمية أتلتيكو مدريد في عام 2007، وعمره 9 أعوام. بعد أداءه خلال فئات السنية، تمت ترقيته إلى الفريق الاحتياطي في الدوري الإسباني الدرجة الثالثة في صيف عام 2015.
في 3 فبراير 2016، جدد هيرنانديز عقده. بعد يومين، تم استدعاؤه إلى الفريق الأول في مباراة بالدوري الإسباني ضد نادي إيبار بسبب الإصابات، لكنه بقي بديلا ولم يشارك في مباراة الفوز 3–1 على أرضه.

#### ألافيس (إعارة)
في 4 أغسطس 2016، مدد هيرنانديز عقده حتى عام 2021، حيث تم إعارته على الفور إلى ديبورتيفو ألافيس لمدة عام واحد. شارك في أول مباراة رسمية له في وقت متأخر من الشهر، في المباراة التي أنتهت بالتعادل السلبي 0–0 أمام سبورتينج خيخون.
في 16 أكتوبر 2016، حصل هيرنانديز على بطاقة حمراء مباشرة في مباراة التعادل 1–1 أمام مالقا بعد تدخله على إيغناسيو كاماتشو. سجل أول هدف رسمي له في 7 مايو، حيث سجل هدف المباراة الوحيد على أرضه أمام أتلتيك بيلباو.
ساعد هيرنانديز النادي الباسكي في الوصول إلى نهائي كأس ملك إسبانيا 2017 للمرة الأولى في تاريخه الذي يبلغ 91 عام. خلال المباراة الحاسمة في 27 مايو 2017، سجل هدف التعادل من خلال ركلة حرة مباشرة في المباراة التي خسروها في النهاية 1–3 ضد برشلونة.

### ريال مدريد
في 5 يوليو 2017، وقع هيرنانديز عقدًا لمدة ست سنوات مع ريال مدريد. شارك في أول مباراة رسمية له في 16 أغسطس، حيث دخل كبديل لماركو أسينسيو في المباراة الكلاسيكو ضد برشلونة والتي فاز بها الملكي 2–0 على ملعبه في كأس السوبر الإسباني.
شارك هيرنانديز في 3 مباريات دوري أبطال أوروبا 2017–18، حيث ساعد النادي على الفوز بلقبه الثالث على التوالي و 13 في تاريخه.

#### ريال سوسيداد (إعارة)
في 10 أغسطس 2018، تمت إعارته إلى ريال سوسييداد لمدة موسم واحد.

### ميلان
في 7 يوليو 2019 ، انضم هيرنانديز إلى نادي ميلان الإيطالي في صفقة بلغت 20 مليون يورو.

## حياته الشخصية
كان والد ثيو هيرنانديز، جان فرانسوا، لاعب كرة قدم هو الآخر. وكان مدافع ولعب أيضاً مع أتلتيكو مدريد. شقيق ثيو الأكبر هو لوكاس هيرنانديز، هو أيضًا لاعب كرة قدم، حيث يلعب كظهير أيسر ومدافع مع بايرن ميونخ والمنتخب الفرنسي الأول.

## الإحصائيات

### النادي
آخر تحديث 15 مارس 2019.
| النادي               | الموسم   | الدوري                         | الدوري | الدوري  | الكأس  | الكأس   | قاري   | قاري    | أخرى   | أخرى    | المجموع | المجموع |
| النادي               | الموسم   | !الدرجة                        | الظهور | الأهداف | الظهور | الأهداف | الظهور | الأهداف | الظهور | الأهداف | الظهور  | الأهداف |
| -------------------- | -------- | ------------------------------ | ------ | ------- | ------ | ------- | ------ | ------- | ------ | ------- | ------- | ------- |
| أتلتيكو مدريد ب      | 2015–16  | الدوري الإسباني الدرجة الثالثة | 9      | 0       | —      | —       | —      | —       | 1      | 0       | 10      | 0       |
| ألافيس (إعارة)       | 2016–17  | الدوري الإسباني                | 32     | 1       | 6      | 1       | —      | —       | —      | —       | 38      | 2       |
| ريال مدريد           | 2017–18  | الدوري الإسباني                | 13     | 0       | 6      | 0       | 3      | 0       | 1      | 0       | 23      | 0       |
| ريال سوسيداد (إعارة) | 2018–19  | الدوري الإسباني                | 20     | 1       | 4      | 0       | —      | —       | —      | —       | 24      | 1       |
| الإجمالي             | الإجمالي | الإجمالي                       | 74     | 2       | 16     | 1       | 3      | 0       | 2      | 0       | 95      | 3       |

1. ↑  مباراة فاصلة في الدوري الإسباني الدرجة الثالثة
2. ↑  مباراة في كأس السوبر الإسباني

## الإنجازات

### النادي
ريال مدريد
- كأس السوبر الأوروبي (1): 2017[29]
- كأس السوبر الإسباني (1): 2017[30]
- كأس العالم للأندية (1): 2017[31]
- دوري أبطال أوروبا (1): 2017–18[32]

 ميلان
- الدوري الإيطالي (1): 2021–22
- كأس السوبر الإيطالي (1): 2024

 فرنسا
- كأس العالم الوصيف: 2022

## وصلات خارجية
- تيو هرنانديز على موقع الاتحاد الدولي (مؤرشف)  (الإنجليزية)
- تيو هرنانديز على موقع الاتحاد الأوربي (الإنجليزية)
- تيو هرنانديز على موقع إي إس بي إن إف سي (الإنجليزية)
- تيو هرنانديز على موقع قاعدة بيانات كرة القدم.إي يو (الإنجليزية)
- تيو هرنانديز على موقع ليكيب (الفرنسية)
- تيو هرنانديز على موقع ناشيونال فوتبول تيمز (الإنجليزية)
- تيو هرنانديز على موقع Soccerbase.com (لاعب) (الإنجليزية)
- تيو هرنانديز على موقع Soccerway.com (الإنجليزية)
- تيو هرنانديز على موقع عالم كرة القدم.نت (الإنجليزية)
- تيو هرنانديز على موقع كووورة